# Marek Kłoczko
Marek Franciszek Kłoczko (nacido el 3 de diciembre de 1951 en Augustów) - político Polaco, gerente y activista económico, miembro del 1.er mandato del Sejm (1991-1993).

## Biografía
Se graduó en 1976 de la Universidad de Tecnología y Economía de Budapest, y en 1979 de la Facultad de Economía de la Producción Escuela de Planificación y Estadística de Varsovia. Fue traductor jurado del Idioma húngaro. Trabajó en la industria electrónica, en los años 1987-1990 fue director de Obras de televisión de Varsovia "Elemis".
De 1991 a 1993 también fue diputado del primer mandato elegido de la lista del Partido Polaco de Amigos de la Cerveza en la circunscripción de Leszno y Zielona Góra. Después de la división en el partido matriz, perteneció al club parlamentario Programa Económico Polaco (el llamado Cerveza Grande (Duze Piwo en polaco)), que el 6 de noviembre de 1992, junto con los diputados Congreso Liberal Democrático, cocreó el club del Programa Liberal Polaco. En las 1993, como independiente, se postuló sin éxito para el Senado de Polonia, más tarde se retiró de la política.
Desde principios de la década de 1990, ha estado asociado con Cámara Nacional de Comercio de Polonia. En 1990 se convirtió en director general de la cámara, en 1993 se convirtió en secretario general de la Cámara de Comercio de Polonia y en 2014 en vicepresidente y director general de la cámara. En 2015, fue nombrado vicepresidente de la Asociación de Cámaras de Comercio e Industria Europeas (Eurochambres).
Logró la participación polaca en la Expo 2000, fue el comisario general de la sección polaca Expo 2005. Apareció como experto económico en el programa Plus Minus. Fue designado cónsul honorario de El Salvador.

## Distinciones
Fue galardonado a la Cruz de Caballero (1998), la Cruz de Oficial (2000) y la Cruz de Comandante (2005) de Orden de Polonia Restituta, la Orden del Mérito de la República de Hungría (1990), la Orden de la Estrella Blanca de Estonia de 3.ª clase (2002) y la Orden del Gran Duque Gediminas de Lituania de 5.ª clase (2002).

## Traducciones
- János Berecz (1982),  Libro y Saber, ed., Contrarrevolución con pluma y fusil 1956, Mark Kloczko, Varsovia, ISBN 8305111067.